# Balistyka wewnętrzna
Balistyka wewnętrzna – dział balistyki zajmujący się badaniem zjawisk zachodzących podczas strzału w lufie broni palnej i w jej otoczeniu oraz określeniem głównych parametrów silników rakietowych i ich wpływu na lot pocisku.
Wyróżniamy tutaj balistykę klasyczną (zajmuje się zagadnieniami napędu pocisków w przewodach luf broni palnej) której głównym zadaniem jest określanie zależności między ciśnieniem gazów prochowych, prędkością i drogą pocisku w przewodzie lufy. Mamy również balistykę rakietową (zajmuje się pracą silników rakietowych na paliwo stałe) polegająca na określaniu ciśnienia w komorze spalania i ciągu silników rakietowych na paliwo stałe i ich zmian w czasie.
Przedmiotem zainteresowań są również badania warunków i czynników jakie mają wpływ na proces wystrzału i pracę silnika rakietowego, ustalanie zależności opisujących proces wystrzału z broni lufowej i rakietowej, metodyki badań doświadczalnych i opracowanie metod obliczeniowych. Balistykę dzielimy na teoretyczną i doświadczalną. W doświadczalnej wykonuje się pomiary ciśnienia gazów prochowych, prędkości pocisku w przewodzie lufy (prędkości wylotowej), ciągu silników rakietowych, określenie charakterystyki energetycznej prochów i stałych paliw rakietowych oraz szybkość spalania i jej zależności od różnych czynników. 
Poszczególne zadania balistyki są rozwiązywane przez wyspecjalizowane działy takie jak: pirostatyka, pirodynamika, balistyczne projektowanie broni. Wyniki badań, analiz i obliczeń stanowią podstawę przy konstruowaniu broni i amunicji oraz ich elementów.